# Varenne-Saint-Germain
Varenne-Saint-Germain ist eine französische Gemeinde mit 692 Einwohnern (Stand: 1. Januar 2022) im Département Saône-et-Loire in der Region Bourgogne-Franche-Comté. Die Gemeinde gehört zum Arrondissement Charolles und zum Kanton Digoin.

## Geografie
Varenne-Saint-Germain liegt an der Loire, in die hier der Arconce mündet. Umgeben wird Varenne-Saint-Germain von den Nachbargemeinden Digoin im Norden, Vitry-en-Charolles im Osten, Saint-Yan im Süden und Südosten sowie Chassenard im Westen.

## Bevölkerungsentwicklung
| Jahr                      | 1962 | 1968 | 1975 | 1982 | 1990 | 1999 | 2006 | 2013 |
| Einwohner                 | 214  | 201  | 418  | 449  | 501  | 549  | 626  | 681  |
| Quelle: Cassini und INSEE |      |      |      |      |      |      |      |      |

## Kultur und Sehenswürdigkeiten
- Kirche Saint-Germain